# Góra (powiat sieradzki)
Góra – wieś w Polsce położona w województwie łódzkim, w powiecie sieradzkim, w gminie Warta. Położona w odległości 7 km na zachód od miasta Warty.
W latach 1975–1998 miejscowość należała administracyjnie do województwa sieradzkiego.

## Historia
Po raz pierwszy wzmiankowana w 1198 roku, kiedy to książę Mieszko nadaje ją benedyktom z Kościelnej Wsi pod Kaliszem. W 1331 roku zniszczona przez Krzyżaków. Parafia istniała tu już w XIV w. wieś szlachecka, należała do Korabitów Krowickich, Lipickich, Gruszczyńskich, Poniatowskich herbu Szreniawa, w XVIII i XIX w. Stanisławskich i Jezierskich. Anastazy Jezierski, powstaniec, zginął pod Rudnikami 22 kwietnia 1863 roku. Ostatnimi właścicielami byli Wypychowscy.

## Zabytki
Pierwszy kościół był tu już w XIV w. Współczesny kościół z 1793 r. Wniebowzięcia NMP. Drewniany, o konstrukcji zrębowej, oszalowany, jednonawowy. Wewnątrz belka tęczowa z krucyfiksem z 1 ćw. XVI w. Ołtarz główny barokowy z rzeźbami św.św. Piotra i Pawła oraz Dominika. Obraz św. Rocha z XVIII w. Polichromia z pocz. XIX w.
Po istniejącym tu niegdyś założeniu dworskim pozostało już tylko kilka pomnikowych dębów.
Obok kościoła cmentarz, a na nim kolumna zwieńczona krzyżem, która według wierzeń mieszkańców, została postawiona na grobie pięknej Krysty, żony Mścisława z Burzenina, a kochanki króla Bolesława Szczodrego (patrz: J.I. Kraszewski, Boleszczyce).
Według rejestru zabytków NID na listę zabytków wpisany jest obiekt:
- kościół parafialny pw. Wniebowzięcia MB, nr rej.: 316 z 4.02.1984